# Académie des sciences d'outre-mer
L’Académie des sciences d'outre-mer (anciennement Académie des sciences coloniales) est une société savante créée en 1922 dont le domaine d'activité concerne principalement la géographie et l'histoire générale en Afrique, Amérique latine, Asie, Océanie.
Son siège est situé dans le 16e arrondissement de Paris, au no 15 de la rue La Pérouse.

## Historique
L'Académie des sciences d'outre-mer est fondée en 1922 afin d'étudier les questions spécifiques aux colonies, sous le nom d’« Académie des sciences coloniales ». La séance solennelle d’ouverture se déroule à la Sorbonne le 18 mai 1923 sous la présidence d’Albert Sarraut, ministre des Colonies et en présence de son président fondateur, Albert Lebrun, ancien ministre, et de son premier secrétaire perpétuel, Paul Bourdarie, Jean-Marc Bel et Maurice Delafosse qui lance à cette occasion les quatre verbes « savoir, comprendre, respecter, aimer » qui deviendront la devise de l’Académie.

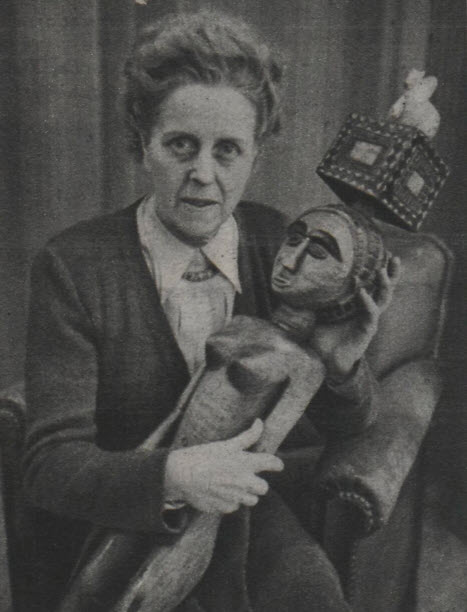
Anna Quinquaud, dans son atelier parisien, après sa nomination à l’Académie en 1946 dans le magazine Regards.

Le 7 juin 1957, elle prend le nom d'Académie des sciences d'outre-mer.

## Bibliothèque
L'Académie des sciences d'outre-mer possède une bibliothèque contenant plus de 70 000 ouvrages, qui en font une référence en ce qui concerne la documentation sur les anciennes colonies et territoires d'outre-mer.
En 2014, elle y incorpore le fonds Afrique et Outre-Mer de l'ancienne Documentation française, soit près de 60 000 ouvrages et 1 600 périodiques supplémentaires.

## Prix littéraires
L'Académie décerne des prix littéraires attribués à des ouvrages sur différents sujets :
- la colonisation pour le prix Luc-Durand-Réville ;
- la Corne de l'Afrique pour le prix Albert-Bernard ;
- la littérature pour le prix La-Renaissance-française ;
- un pays africain pour le prix Paul-Bourdarie ;
- l'histoire de l'Afrique pour le prix Robert-Cornevin ;
- un DOM ou une ancienne colonie française en Afrique ou au Vanuatu, pour le prix Paul-Bouteiller ;
- l'Amérique ou les Antilles pour le prix Robert-Delavignette ;
- l'Asie, l'Indochine ou le Pacifique pour le prix Auguste-Pavie ;
- l'Afrique du Nord, l'Afrique subsaharienne ou l'océan Indien pour le prix maréchal-Louis-Hubert-Lyautey ;
- les sciences humaines pour le prix Monsieur et Madame Louis-Marin ;
- les mémoires universitaires, thèses ou travaux postdoctoraux pour le prix d’Encouragement à la recherche.

## Dirigeants et membres notables

### Liste des présidents
- Raphaël Barquissau
- 2007 : Gérard Conac
- 2008 : Jaques Serre
- 2009 : Edmond Jouve
- 2010 : Roland Blanquer
- 2011-2012 : Paul Blanc
- 2013 : Jeanne-Marie Amat-Roze
- 2014 : Pierre Saliou
- 2015 : Bruno Delmas
- 2016 : Philippe Bonnichon
- 2017 : Yves Gazzo
- 2018 : Denis Vialou[3],[4]
- 2019 : Henri Marchal
- 2020 : Jean-François Turenne
- 2021 : Marc Aicardi de Saint-Paul
- 2022: Hubert Loiseleur des Longchamps
- 2023: Roland Pourtier

### Liste des secrétaires perpétuels
- 1922-1943 : Paul Bourdarie
- 1943-1954 : Guillaume Grandidier
- 1954-1971 : Oswald Durand
- 1971-1988 : Robert Cornevin
- 1989-2009 : Gilbert Mangin
- 2010-2023 : Pierre Gény[5]
- Depuis 2024 : Dominique Barjot

### Membres anciens ou actuels

#### Anciens chefs d'État
- Albert Ier de Belgique
- Blaise Compaoré
- Bảo Đại
- Abdou Diouf
- Gaston Doumergue
- Paul Doumer
- Félix Houphouët-Boigny
- Albert Lebrun
- Léopold III de Belgique
- Léopold Sédar Senghor
- Mário Soares
- Mahamadou Issoufou

#### Personnalités politiques
- Jean Berthoin
- Gratien Candace
- Bernard Debré
- Paul Devinat
- Élisabeth Dufourcq
- Edgar Faure
- Claudie Haigneré
- Gabriel Hanotaux
- Jean-Jacques Juglas
- Jacques Legendre
- Jean Letourneau
- Georges Leygues
- Pierre Messmer
- René Pleven
- Michel Raingeard
- Albert Sarraut
- Jacques Soustelle
- Édouard de Warren

#### Hauts fonctionnaires
- Émile Baillaud
- Jules Brévié
- Paul Chauvet
- Robert Delavignette
- Georges Hardy
- Michel Levallois
- Jean Lhuillier
- Jean Louis Marie André Soucadaux
- Léon Pignon
- Bernard Vallat (directeur général de l'Organisation mondiale de la santé animale)
- Salah Bouakouir

#### Diplomates
- Hugues-Jean de Dianous
- Auguste Pavie

#### Militaires
- Yves de Boisboissel
- Guy Charmot
- Pierre Dabezies
- Louis Franchet d'Espèrey
- Henri Gouraud
- Philippe Leclerc de Hauteclocque
- Joseph Joffre
- Alphonse Juin
- Hubert Lyautey
- Charles Mangin
- Edgard de Trentinian
- Maxime Weygand

#### Chefs d'entrerprise
- Frédéric Bohn

#### Membres d'autres instituts
- Yves Coppens
- André Chevrillon
- Alain Decaux
- Xavier Deniau
- Jean Dorst
- Jean Favier
- Georg Elwert
- Arnaud d'Hauterives
- Pierre Ichac
- Jean Leclant
- Louis Marin
- Théodore Monod
- Pierre Vérin
- Dominique Rézeau (prêtre catholique, diplomate et historien français)

#### Artistes
- Roger Bezombes
- Gustave Hervigo
- Anna Quinquaud

#### Journalistes
- Vincent Hervouët
- Jean Jolly
- Euloge Boissonnade

#### Ethnologues
- Maurice Delafosse
- Marie-Joseph Dubois

#### Médecins
- Béchir Dinguizli (1869-1934)
- Henri Marchand (1889-1974)

### Politistes
- Virginia Thompson (1903-1990), première femme américaine à rejoindre l'académie